# Lehnskov
Lehnskov er en gammel hovedgård, den nævnes første gang i 1412, da kaldt Lindskov. Navnet Lehnskov er fra 1725 og den var indtil 1925 en avlsgård under Baroniet Lehn med hovedsæde på Hvidkilde. Gården ligger ved den vestlige indsejling til Svendborgsund i Egense Sogn, Sunds Herred, Svendborg Kommune. Den nuværende hovedbygning er opført i 2000.
Lehnskov Gods er på 267 hektar

## Ejere af Lehnskov
- (1412-1425) Jesper Jacobsen Basse
- (1425-1450) Sten Jespersen Basse
- (1450-1480) Jes Stensen Basse
- (1480-1552) Forskellige Ejere
- (1552-1565) Bent Norby
- (1565-1572) Kirsten Ottosdatter Skinkel gift Norby
- (1572-1585) Erik Bentsen Norby
- (1585-1603) Sophie Gregersdatter Juel gift Norby
- (1603) Birgitte Eriksdatter Norby gift Kaas
- (1603-1632) Hans Kaas
- (1632-1670) Erik Hansen Kaas
- (1670-1689) Rudbek Eriksen Kaas
- (1689-1694) Jytte Nielsdatter Banner gift Kaas
- (1694-1696) Kirsten Rudbeksdatter Kaas gift Raben / Sophie Christine Rudbeksdatter Kaas / Birgitte Rudbeksdatter Kaas
- (1696) Heinrich Christian Raben / Sophie Christine Rudbeksdatter Kaas / Birgitte Rudbeksdatter Kaas
- (1696-1718) Sophie Christine Rudbeksdatter Kaas / Birgitte Rudbeksdatter Kaas / Valdemar Christian von Gabel
- (1718-1723) Valdemar Christian von Gabel / Axel Rosenkrantz
- (1723-1724) Valdemar Christian von Gabel / Hans Schousboe
- (1724-1727) Enke Fru Maren Pedersdatter gift Schousboe
- (1727-1760) Johan Lehn
- (1760-1804) Poul Abraham Lehn
- (1804) Sophie Amalie Poulsdatter Lehn gift Rantzau
- (1804-1806) Hans Rantzau-Lehn
- (1806-1834) Sophie Amalie Poulsdatter Lehn gift Rantzau
- (1834) Pauline Christine Hansdatter Rantzau-Lehn gift Holsten
- (1834-1860) Frederik Christian Holsten-Lehn-Charisius
- (1860) Christiane Henritte Barner-Kaas-Lehn gift Rosenørn-Lehn
- (1860-1892) Otto Ditlev Rosenørn-Lehn
- (1892-1904) Erik Christian Hartvig Rosenørn-Lehn
- (1904) Anna Christiane Adelheid Eriksdatter Rosenørn-Lehn gift Ahlefeldt-Laurvig-Lehn
- (1904-1909) Frederik Ludvig Vilhelm greve Ahlefeldt-Laurvig-Lehn
- (1909-1910) Anna Christiane Adelheid Eriksdatter Rosenørn-Lehn gift Ahlefeldt-Laurvig-Lehn
- (1910-1925) Christian Erik Julius greve Ahlefeldt-Laurvig-Lehn
- (1925-1965) K. Brandt
- (1965-1991) Forskellige Ejere
- (1991-) Hans Mogens Fenne-Frederiksen

55°1′49″N 10°30′15″Ø / 55.03028°N 10.50417°Ø